# Everöds socken
Everöds socken i Skåne ingick i Gärds härad, ingår sedan 1971 i Kristianstads kommun och motsvarar från 2016 Everöds distrikt.
Socknens areal är 30,90 kvadratkilometer varav 30,07 land. År 2000 fanns här 1 116 invånare. Tätorten Everöd med sockenkyrkan Everöds kyrka ligger i socknen.

## Administrativ historik
Socknen har medeltida ursprung. 
Vid kommunreformen 1862 övergick socknens ansvar för de kyrkliga frågorna till Everöds församling och för de borgerliga frågorna bildades Everöds landskommun. Landskommunen utökades 1952 och uppgick 1971 i Kristianstads kommun. Församlingen uppgick 2000 i Everödsbygdens församling som 2014 uppgick i Degeberga-Everöds församling.
1 januari 2016 inrättades distriktet Everöd, med samma omfattning som församlingen hade 1999/2000.  
Socknen har tillhört län, fögderier, tingslag och domsagor enligt vad som beskrivs i artikeln Gärds härad.

## Geografi
Everöds socken ligger söder om Kristianstad kring Mjöån och med Helge å i öster. Socknen är en slättbygd med skog i norr.

## Fornlämningar
Från bronsåldernn finns gravhögar. Från järnåldern finns resta stenar.

## Namnet
Namnet skrevs omkring 1228 Äwäthe och kommer från kyrkbyn och dess läge vid Mjöån. Efterleden innehåller wärthi, kant, bredd'. Förleden innehåller äv, 'liten å', eller ävja, 'gyttja, fuktig mark'..